# Cœur-de-la-Vallée
Cœur-de-la-Vallée is een fusiegemeente (commune nouvelle) in het Franse departement Marne in de regio Grand Est. De plaats maakt deel uit van het arrondissement Epernay.  Cœur-de-la-Vallée telde op 1 januari 2022 645 inwoners.

## Geschiedenis
Cœur-de-la-Vallée is op 1 januari 2023 ontstaan door de fusie van de gemeenten Binson-et-Orquigny, Reuil en Villers-sous-Châtillon. 

## Geografie
De oppervlakte van Cœur-de-la-Vallée bedroeg op 1 januari 2022 13,59 vierkante kilometer; de bevolkingsdichtheid was toen 47,5 inwoners per km².

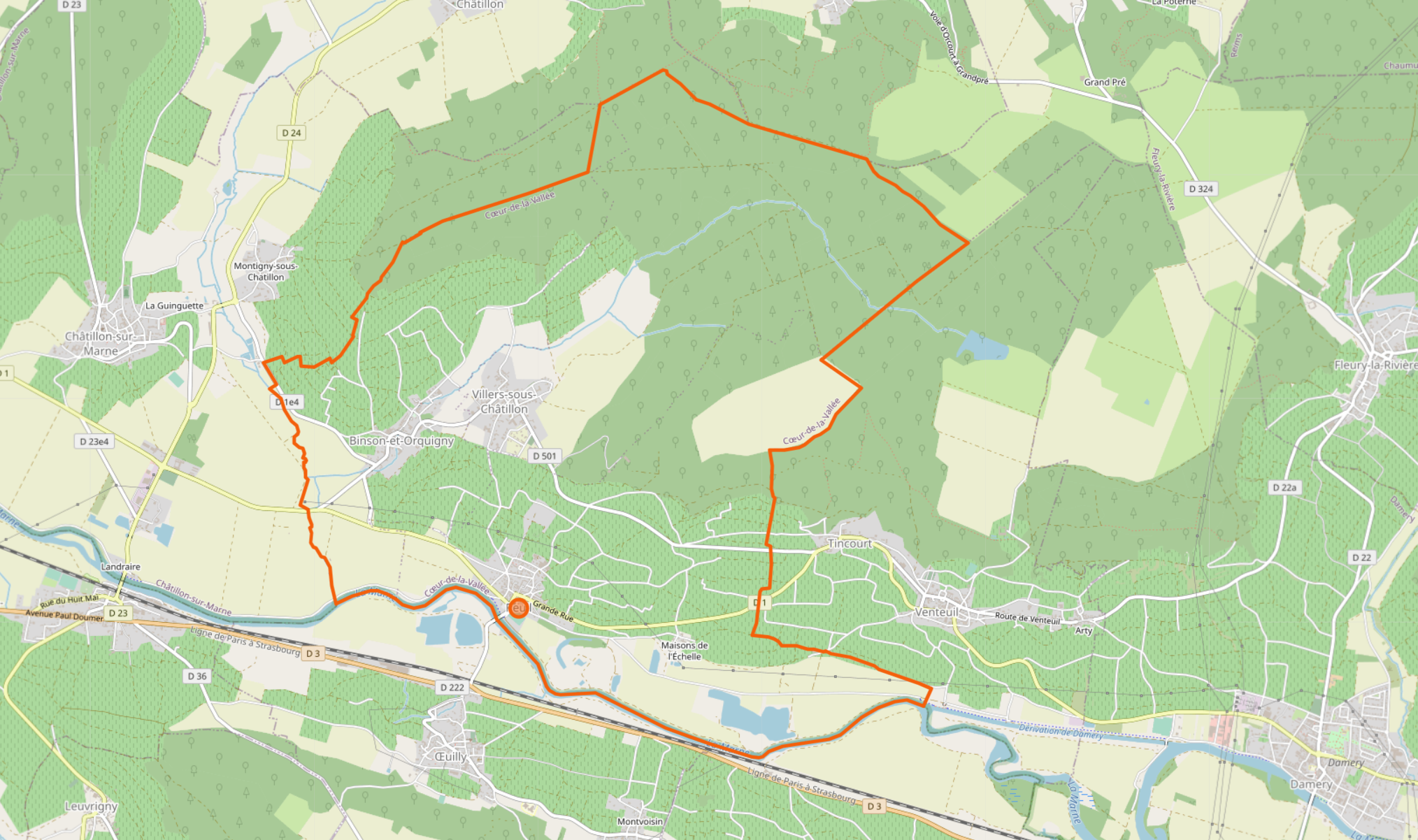
Kaart van de fusiegemeente